# Ewa Pronicka
Ewa Maria Pronicka z domu Starkiewicz (ur. 28 maja 1936 w Warszawie) – polska lekarka, pediatra, profesor nauk medycznych, specjalistka w zakresie genetyki klinicznej, wrodzonych chorób metabolicznych i zaburzeń metabolizmu u dzieci (m.in. zespół Leigha). Kierownik Kliniki Chorób Metabolicznych Instytutu Pediatrii Centrum Zdrowia Dziecka w Warszawie.

## Życiorys
Urodziła się 28 maja 1936 w Warszawie w rodzinie lekarskiej (rodzice: Julia Starkiewiczowa – pediatra, Witold Starkiewicz – okulista). W roku 1939 krótko mieszkała z rodziną we Lwowie, skąd wróciła do Warszawy po wybuchu II wojny światowej. W Warszawie przebywała w okresie okupacji i powstania oraz w pierwszych latach powojennych. W roku 1948 rodzina przeniosła się do Szczecina, w którym tworzono Pomorską Akademię Medyczną (PAM).
W roku 1960 ukończyła na PAM studia medyczne i została zatrudniona w I Klinice Pediatrycznej. W roku 1968 otrzymała stopień doktora, a w roku 1974 – habilitację. Była zatrudniona na stanowiskach:
- asystenta, starszego asystenta i adiunkta (1960–1975)
- docenta (1975–1976)

W kolejnych latach pracowała w warszawskim Centrum Zdrowia Dziecka, w którym otrzymała stanowisko ordynatora Oddziału Chorób Metabolicznych. Pełniła funkcję kierownika Naukowo-Badawczego Zespołu Problemowego Zaburzeń Metabolicznych (1977). W roku 1980 odbyła, w ramach stypendium British Council, staż naukowy w ’’Institute of Child Health’’ w Londynie (zob. jednostki University of London). Otrzymała tytuł naukowy profesora nauk medycznych (15 kwietnia 1987 roku) i stanowisko profesora zwyczajnego. Uczestniczy w pracach Komisji bioetycznej CZD.

## Obszarbadań naukowychi publikacje
Obszar badań naukowych obejmuje m.in. problemy patofizjologii krzywicy niedoborowej, diagnostyki i terapii wrodzonych chorób metabolicznych (zwłaszcza glikogenozy i kwasice organiczne), modyfikacji w leczeniu rodzinnej krzywicy hipofosfatemicznej. Wyniki badań są przedmiotem licznych publikacji. Spośród prac wydanych przed rokiem 1987 wymieniane są m.in. (autorstwo i współautorstwo):
- Zaburzenia równowagi kwasowo-zasadowej w zapaleniu płuc u niemowląt z krzywicą, Pediatria Polska 1969
- Przemiana żelaza w krzywicy doświadczalnej i krzywicy niedoborowej niemowląt, Pediatria Polska 1975
- Analiza zasadności rozpoznania klinicznego krzywicy niedoborowej w oparciu o badania biochemiczne, Pediatria Polska 1985
- Metabolic Acidosis vs a Compensation of Respiratory Alkalosis in Four Children with Leigh's Disease, Journal of Inherited Metabolic Disease 1984
- Asymptomatic Decreased Activities of Hepatic Glucose-6-phosphatase and Glycogen Phosphorylase in Some Children with Chrinic Liver Disease, Hepatogastroenterology 1985

W następnych latach kierowała kolejnymi projektami badawczymi, prowadzonymi we współpracy międzynarodowej. W obszernym wykazie publikacji znajdują się m.in. pozycje opracowane po roku 2000 w ramach prac doktorskich, np. pracy Agnieszki Jureckiej nt. Ocena występowania wrodzonych wad metabolizmu puryn i pirymidyn w Polsce. Charakterystyka kliniczna i występowanie w różnych stanach chorobowych (zespołach objawów). Ich przykładami są publikacje:
- Deficyt liazy adenylobursztynianowej – diagnostyka i charakterystyka kliniczna 7 polskich pacjentów, Pediatria Polska 2007 (autorzy: Agnieszka Jurecka, Ewa Maria Pronicka, A. Tylki-Szymańska A, A. Bogdańska, T. Kmieć, H. Mierzewska, M. Pohorecka, K. Słomińska, R. Smoleński, J. Sykut-Cegielska, Joanna Taybert)
- The spectrum of hypoxanthine – guanine phosphoribosyltransferase deficiency in Poland, European Journal of Paediatric Neurology 2008, vol. Vol: 12, Supplement 1 (autorzy: A. Jurecka, E. Popowska, J. Kubalska, M. Jezewska, A. Tylki-Szymanska, E. Ciara, Z. Krumina, J. Sykut-Cegielska, E. Pronicka)
- Hypoxanthine-guanine phosphoribosylotransferase deficiency – the spectrum of polish mutations, Journal of Inherited Metabolic Disease 2008, vol. 31, nr 2 (autorzy: A. Jurecka, E. Popowska, A. Tylki-Szymańska, Jolanta Kubalska, E. Ciara, Z. Krumina, J. Sykut-Cegielska, E. Pronicka)
- Diagnosis, characteristics and treatment of patients with adenylosuccinate lyase deficiency – Polish experience., European Journal of Paediatric Neurology 2008, vol. Vol: 12, Supplement 1 (autorzy: Agnieszka Jurecka, Anna Tylki-Szymańska, Anna Bogdańska, M. Z. Zikanowa, S. Kmoch, J. K. Krijt, K. Mullerova, Jolanta Sykut-Cegielska, Ewa Pronicka, M. Zikanova)

W 2011 roku w Wieliczce uczestniczyła w spotkaniu dotyczącym rzadkiej choroby (siedmioro zdiagnozowanych dzieci w Polsce) zwanej Zespołem Leigha.

## Wypromowani doktorzy
- 2017 – Magdalena Pajdowska – Badanie profilu kwasów organicznych w moczu metodą chromatografii gazowej sprzężonej ze spektrometrią mas (GC-MS) w identyfikacji zaburzeń mitochondrialnych
- 2011 – Katarzyna Kuśmierska – Ocena wartości oznaczania metabolitów amin biogennych w płynie mózgowo-rdzeniowym w rozpoznawaniu wrodzonych defektów neurotransmisji
- 2007 – Maciej Adamowicz – Przydatność oznaczania izoform transferyny w rozpoznawaniu wrodzonych zaburzeń glikozylacji (CDG) oraz galaktozemii i fruktozemii
- 2007 – Joanna Taybert – Odległe wyniki leczenia dzieci z glikogenozami wątrobowymi
- 2005 – Dorota Piekutowska-Abramczuk – Badania nad udziałem mutacji SURF1 w patogenezie zespołu Leigha w populacji polskiej
- 2003 – Wiesław Jurek – Wartość pomiaru stężenia mleczanów we krwi pępowinowej w ocenie stanu noworodka
- 2002 – Mustafa Gremida – Ocena obrazu klinicznego i wyników testu z parathormonem w różnicowaniu niedoczynności przytarczyc
- 2000 – Dariusz Rokicki – Przydatność testu z allupurynolem w diagnostyce nosicielstwa pierwotnej hiperamonemii typu II (deficyt transkarbamoilazy ornitynowej)
- 1998 – Ewa Homa – Wartość diagnostyczna oznaczania poziomu glicyny w płynie mózgowo-rdzeniowym i w surowicy w różnicowaniu przyczyn uszkodzeń ośrodkowego układu nerwowego u dzieci

## Stowarzyszenia naukowe
Jest członkiem licznych stowarzyszeń naukowych, m.in.:
- Polskie Towarzystwo Pediatryczne (1960–)
- Szczecińskie Towarzystwo Naukowe (1975–)
- Society for the Study of Inborn Errors of Meabolism (1984–)[9]
- Polska Akademia Nauk, Wydział V Nauk Medycznych, Komitet Rozwoju Człowieka (pełniła funkcję zastępcy przewodniczącego)[3]

## Odznaczenia i wyróżnienia
M.in.:
- Krzyż Oficerski Orderu Odrodzenia Polski (2002)[10]
- Srebrny Krzyż Zasługi
- Odznaka honorowa „Za wzorową pracę w służbie zdrowia”
- Odznaka Honorowa Gryfa Pomorskiego

## Życie prywatne
Córka prof. Witolda Starkiewicza (1906–1978) i prof. Julii Starkiewiczowej z domu Latkowskiej (1908–1978). Siostra prof. Joanny Kośmider (1938–2023).